# Башмак (селянські рухи)
«Башмак» — назва селянсько-плебейських рухів і спілок, що існували у 2-й половині 15 — на початку 16 столітті в південній і південно-західній Німеччині і які відіграли значну роль в підготовці Селянської війни в Німеччині.

## Історія
Символом спілок був черевик (Bundschuh), зображений на прапорі. Найвідомішою організацією була спілка, що виникла 1493 в Ельзасі. Організовуючи збройну боротьбу проти феодалів та духівництва. «Башмаки» вимагали секуляризації монастирських земель і розподілу їх між селянами, вільного користування лісами і пасовиськами, скасування кріпацтва, податків, обмеження прав церкви.